# Can Cuiàs metróállomás
Can Cuiàs egyike a Spanyolországban található barcelonai metró metróállomásainak.

## Metróvonalak
Az állomást az alábbi metróvonalak érintik:
- 11-es metróvonal

## Kapcsolódó állomások
Az állomáshoz az alábbi állomások vannak a legközelebb:
- Ciutat Meridiana (Trinitat Nova, 11-es metróvonal)